# Listă de pictori ecuadorieni
Aceasta este o listă de pictori ecuadorieni.
- Alfredo Palacio Moreno (1912-1998)
- Ana Fernandez (Miranda Texidor)
- Ana Placencia
- Aníbal Villacís (1927-)
- Araceli Gilbert (1913 - 1993)
- Atahualpa Villacrés (1914-1954)
- Bolivar Mena Franco (1913-1995)
- Brenda Gonzalez
- Caesar Andrade Faini (1913-)
- Camilo Egas (1889-1962)
- Catalina Carrasco Vintimilla (1968-)
- Cesar Augusto Villacrés
- Cesar Paris Yarleque Naranjo (1967-)
- Diogenes Paredes (1910-1968)
- Edgar Carrasco Arteaga (1946-)
- Eduardo Kingman (1913-1998)
- Eduardo Sola-Franco (1915-1996)
- Eduardo X Arroyo (1953-)
- Elena Lanham (1946-)
- Enrique Tábara (1930-)
- Estabon Julio Mentoya Delo-roso Ramirez (1981-)
- Estuardo Maldonado (1930-)
- Félix Arauz (1935-)
- Francesca Rota - Loiseau (1958-)
- Galo Galecio
- George Calle Marquez (1966 - )
- Gilberto Almeida
- Gonzalez Guzman
- Gonzalo Arce Flores (1970-)
- Gonzalo Endara Crow (1936-1996)
- Hector Ramirez O (1953-)
- Iza Mia Gallego (1986-)
- Jaime Valencia (1915-)
- Jaime Villa (1934-)
- Jorge Arteaga González (1948-)
- Jorge Mogrovejo Calle
- Jorge Perugachi
- Jorge Velarde (1960-)
- Jose Carreño (1947-)
- Juan Pablo Ordóñez
- Juan Villafuerte (1945-1977)
- Judith Gutierrez (1927-2003)
- Luigi Stornaiolo (1959-)
- Luis Burgos Flor (1970-)
- Luis Miranda (1932-)
- Luis Molinari-Flores (1929-)
- Luis Peñaherrera Bermeo (1936-)
- Manuel Rendón (1894-1982)
- Marco Alvarado
- Marcos Restrepo (1961-)
- Margot Leith-Ledergerber (1942-)
- Mario Naranjo (1966-)
- Miguel Betancourt (1958-)
- Napoleon Paredes (1947-)
- Oswaldo Guayasamin (1919-1999)
- Oswaldo Moncayo (1923-1984)
- Oswaldo Moreno (1929-2011)
- Oswaldo Viteri (1931-)
- Pablo Cardoso (1965-)
- Patricio Cueva Jaramillo (1928-)
- Patricio Ponce (1963-)
- Paula Barragán
- Pedro Dávila (1959-)
- Pilar Bustos
- Rafael Diaz Gallegos (1934-)
- Rafael Salas (1824-1906)
- Ramiro Jácome Durango (1945-2001)
- Ricardo Montesinos (1947)
- Theo Constanté (1934-)
- Tomás Ochoa
- Trude Sojka (1909-2007)
- J. F. Bautista
- Washington Iza (1947-)
- Xavier Blum Pinto (1957-)